# سروگلازوو
سروگلازوو (به لاتین: Seroglazovo) یک منطقهٔ مسکونی در روسیه است که در استان آستراخان واقع شده‌است.